# 펜트하우스 TV

로고

펜트하우스 TV(Penthouse TV)는 2007년 펜트하우스 미디어가 설립한 미국의 포르노 텔레비전 채널이다. 채널의 이름은 상표권 계약에 따라 잡지 펜트하우스에서 가져왔다.